# Rắn hổ núi mũi mác
Rắn hổ núi mũi mác (danh pháp khoa học: Plagiopholis nuchalis) là một loài rắn trong họ Rắn nước. Loài này được Boulenger mô tả khoa học đầu tiên năm 1893.